# Nada surge de la nada

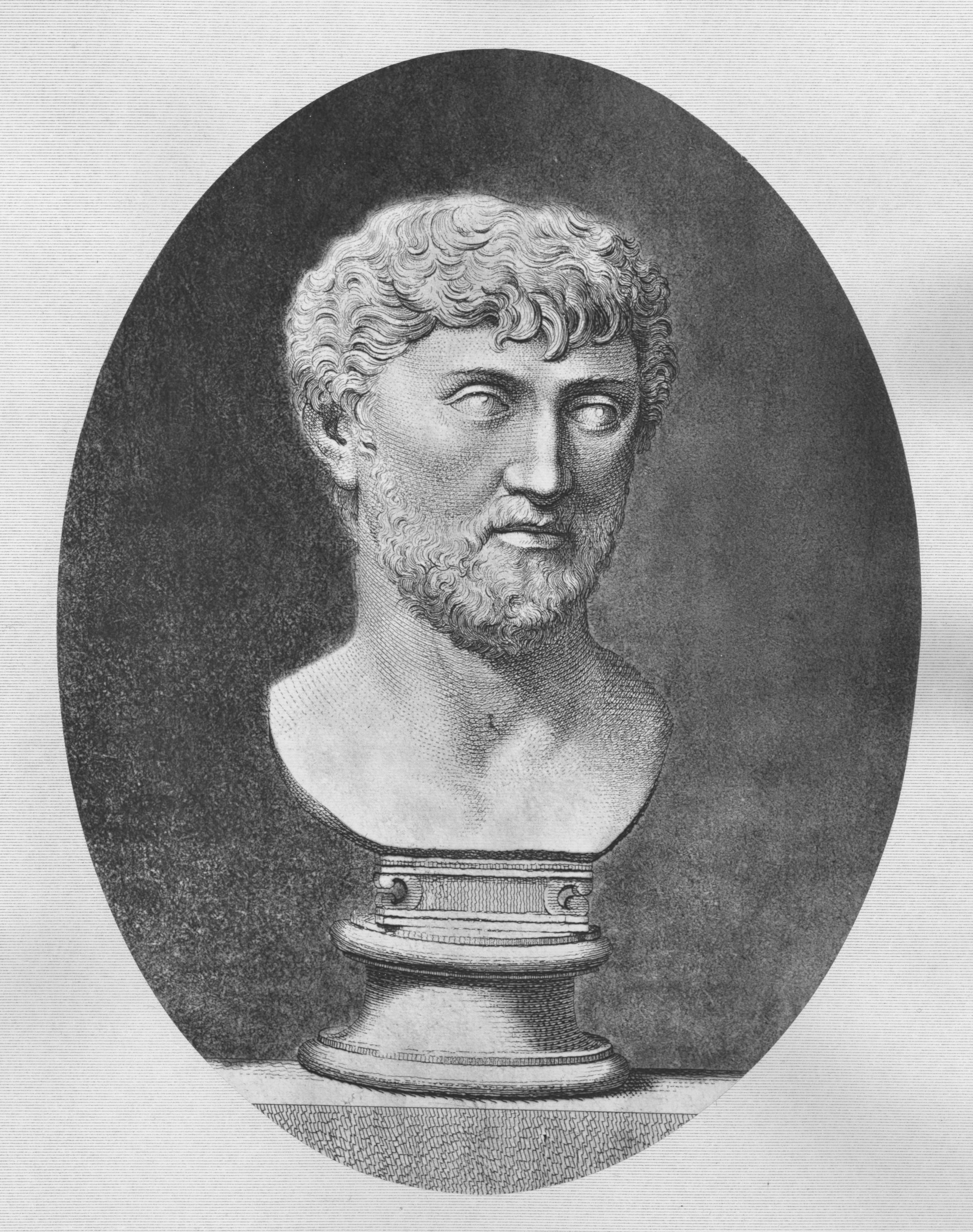
El poeta romano Lucrecio expresó en su primer libro De Rerum Natura que "ninguna cosa nace de la nada ; no puede hacerlo la divina esencia" (nullam rem e nihilo gigni divinitus umquam).

Nada surge de la nada, o de la nada, nada surge, son expresiones con las que se indica un principio metafísico atribuido al filósofo griego Parménides según el cual ningún ente puede empezar a existir a partir de la nada. La idea también se expresa mediante la locución latina ex nihilo nihil fit. En la filosofía griega, un principio relacionado era aquel según el cual un ente no puede desaparecer en la nada, sino sólo transformarse. El principio puede pensarse como un antecedente de la ley de conservación de la masa y la ley de conservación de la energía. Es necesario entender que aquí el concepto de "nada" se está planteando en un sentido filosófico y absoluto, como equivalente a la negación de "algo".

## En filosofía y teología
El principio fue sostenido por los eleatas y atomistas. La idea de que "nada viene de la nada", tal como la articula Parménides, aparece por primera vez en la Física de Aristóteles:

τί δ᾽ ἄν μιν καὶ χρέος ὦρσεν ὕστερον ἢ πρόσθεν, τοῦ μηδενὸς ἀρξάμενο; οὕτως ἢ πάμπαν πελέναι χρεών ἐστιν ἢ οὐχί.

Lo anterior, en una traducción basada en la traducción de John Burnet, aparece de la siguiente manera:

Sin embargo, ¿por qué habría de ser creado más tarde que antes, si vino de la nada; por lo tanto, debe crearse por completo o no [crearse en absoluto].

El poeta romano y filósofo epicúreo Lucrecio expresó este principio en su primer libro De Rerum Natura (Sobre la naturaleza de las cosas).

Sino observando la Naturaleza y sus leyes. Y esto nos mostrará

La urdimbre, su primer principio: que nada es producido
por ningún poder sobrenatural de la nada .
Porque ciertamente todos los hombres están en las garras de un pavor: contemplando
muchas cosas que suceden en lo alto del cielo
o aquí en la tierra cuyas causas no pueden sondear, atribuyen
la explicación de estos sucesos a poderes divinos.
No se puede hacer nada de la nada —una vez que vemos que es así,

Ya estamos en el camino hacia lo que queremos saber.

Luego continúa discutiendo cómo se requiere materia para hacer materia y que los objetos no pueden surgir sin una causa razonable.

Porque si las cosas fueran creadas de la nada, cualquier raza

podría nacer de cualquier otra; nada requeriría una semilla.
La gente podría emerger del mar, las tribus escamosas surgir
de la tierra, y las aves aladas podrían salir del cielo.
Nacido de cualquier manera, cada animal, tanto salvaje como domesticado,
Habitaría la tierra cultivada y el desierto por igual.
El mismo árbol no produciría siempre la misma fruta: lo que puede dar
una manzana una vez, puede, al siguiente, producir un membrillo o una pera.
Dado que no habría partículas generadoras, entonces tampoco
ciertas cosas surgirían de solo un cierto tipo de madre.
Pero como en realidad cada especie surge de semillas específicas,
Cada cosa brota de la fuente que tiene la materia que necesita,
las partículas primarias, y entra en los límites
de la luz, y por eso cada cosa no puede dar lugar
a todas las demás, porque hay un poder separado

en cosas distintas.

El principio también está muy ligado a la pregunta filosófica que Martin Heidegger y Gottfried Leibniz, entre otros, destacaron: ¿por qué hay ente, y no más bien nada?
En la "dogmática cristiana", la nada se entiende como "la ausencia completa del ente extradivino", negándose así el principio de Lucrecio; de lo cual resulta que "ex nihilo fit -ens creatum" (de la nada se hace el ente-creado).
El principio suele plantearse en relación con el origen del universo. Dado que el universo existe, entonces o bien existió siempre, o bien tuvo un comienzo. Si tuvo un comienzo, significa que surgió de la nada, porque el universo es por definición todo lo que existe. Pero esto contradice el principio de que nada surge de la nada. Luego, si el principio es cierto, el universo existió siempre. Siguiendo este tipo de razonamientos, muchas religiones han postulado que el universo no surgió de la nada, sino de un Dios creador, y que ese Dios existió siempre. En la Crítica de la razón pura, Immanuel Kant argumentó que no es posible determinar si el mundo tiene o no un comienzo en el tiempo. Tomás de Aquino también planteaba, siguiendo a Aristóteles y a Boecio en su obra De eternitate mundi, que, filosóficamente, no es posible ni afirmar ni negar categóricamente la sempiternidad (o sucesión temporal infinita) del mundo natural.

## En literatura moderna
En la obra de Shakespeare El rey Lear, el personaje principal le dice a su hija Cordelia: "Nada puede surgir de la nada".

## Física moderna
La ley de conservación de la energía establece que la energía total de un sistema aislado no puede cambiar. La hipótesis del universo de energía cero establece que la cantidad de energía en el universo menos la cantidad de gravedad es exactamente cero. En este tipo de universo, la materia podría crearse de la nada a través de una fluctuación del vacío, asumiendo que tal universo de energía cero ya no es nada. Dicho universo tendría que ser plano, un estado que no contradice las observaciones actuales de que el universo es plano con un margen de error del 0,5%.
Algunos físicos, como Lawrence Krauss, Stephen Hawking y Michio Kaku , definen "nada" como un vacío cuántico inestable que no contiene partículas.
La mecánica cuántica propone que se están creando pares de partículas virtuales a partir de fluctuaciones cuánticas en este espacio "vacío" todo el tiempo. Si estos pares no se aniquilan mutuamente de inmediato, podrían detectarse como partículas reales, por ejemplo, si una cae en un agujero negro y su opuesto se emite como radiación de Hawking.
Alexander Vilenkin define "nada" como "un estado sin espacio-tiempo clásico", un universo de tamaño cero: es lo más cercano a la nada que uno puede obtener, pero aun así no es nada. En 1982, Vilenkin propuso un modelo "en el que el universo se crea mediante túneles cuánticos literalmente desde la nada hasta un espacio de De Sitter" en el que "no tiene una singularidad de big-bang y no requiere condiciones iniciales o de frontera".